# Carl Henrik Sprengtport
Carl Henrik Sprengtport, född 1 april 1687 i Nöteborg, död 30 maj 1770 på Åby i Tjureda socken, Kronobergs län, var en svensk militär.
Carl Henrik Sprengtport var son till kommendant Volmar Jakob Sprengtport och Marita Gertruda Petzholtz. Han blev lärkonstapel vid artilleriet i Narva 1699, volontär vid Ingermanländska dragonregementet 1700, korpral där 1701, furir samma år och kornett 1710. Sprengtport deltog i slaget vid Narva, slaget vid Ingrishof 1702, slaget vid Karckianna och slaget vid Systerbäck, slaget vid Valkeasaari 1704, slaget vid Mustilakvarn 1705, slaget vid Kyrölä 1707, slaget vid Neva ström, där han blev skjuten genom högra armen och stucken i högra låret, och slaget vid Koporje 1708. Han blev löjtnant vid Åbo läns infanteriregemente 1711, kaptenlöjtnant där 1713, kapten samma år och samma år ryttmästare vid Nylands och Tavastehus läns kavalleriregemente. Sprengtport deltog i slaget vid Hirvikoski 1712 och slaget vid Borgå 1713 och sårades svårt i slaget vid Pälkäne samma år. Han deltog i 1718 års fälttåg i Norge och blev samma år interrimsmajor. Sprengtport blev överstelöjtnant vid Östgöta infanteriregemente 1741, överstelöjtnant och chef för Karelska dragonregementet samma år, överstelöjtnant vid Smålands kavalleriregemente 1743 och var 1746–1757 överste och chef för Smålands kavalleriregemente.